# Protocalliphora spenceri
La protocalliphora spenceri és una espècie de mosca de la família dels cal·lifòrids. El nom científic de l'espècie va ser publicat per primera vegada l'any 1989 per Curtis Williams Sabrosky, Gordon F. Bennett i Terry L. Whitworth a la publicació Bird blow flies (Protocalliphora) in North America (Diptera: Calliphoridae) with notes on Palearctic species.